# Kiboum
Kiboum est un village du Cameroun situé dans la région du Centre et le département du Mbam-et-Inoubou. Il fait partie de la commune de Kon-Yambetta.

## Géographie
En 1966, une piste piéton reliait ce village à Boutourou, où se trouve la route nationale entre Ndikiméni et Bafia.

## Population
En 1966 le village comptait 387 habitants, principalement Yambetta.
Lors du recensement de 2005, on y dénombrait 908 personnes.